# Nationaal Park Wielkopolska
Nationaal Park Wielkopolska (Pools: Wielkopolski Park Narodowy) is een nationaal park in Polen. Het park werd opgericht in 1957 en is 75,84 vierkante kilometer groot. Het landschap bestaat uit bossen en meren in de vallei van de Warta. In het park leven 190 vogelsoorten (waaronder buizerd, zwarte specht), vissen forel, paling) en 40 zoogdiersoorten (waaronder vleermuizen).